# Lawrence Lucie
Lawrence Lucie (18. prosince 1907 – 14. srpna 2009) byl americký kytarista. V dětství hrál na mandolínu, banjo a housle. Hru na banjo také studoval na Brooklyn Conservatory of Music, avšak později přešel ke kytaře a zahájil profesionální kariéru. V roce 1931 vystupoval s Dukem Ellingtonem a následujícího roku byl jedním ze zakládajících členů kapely Bennyho Cartera. Později hrál například s Fletcherem Hendersonem, Colemanem Hawkinsem a Louisem Armstrongem. Později se věnoval také pedagogické činnosti. Zemřel roku 2009 ve věku 101 let.